# Malmö Fotbollförening 2020
Questa voce raccoglie le informazioni riguardanti il Malmö Fotbollförening, meglio conosciuto come Malmö FF, nelle competizioni ufficiali della stagione 2020.

## Maglie e sponsor
Si riconfermano sia lo sponsor tecnico Puma, al diciannovesimo anno di fila, che il main sponsor Volkswagen, al quarto anno consecutivo.
| Casa | Trasferta | Terza divisa |  |

## Rosa
| N. |                      | Ruolo | Calciatore                     |
| -- | -------------------- | ----- | ------------------------------ |
| 1  | Rep. Ceca (bandiera) | P     | Dušan Melichárek               |
| 2  | Svezia (bandiera)    | D     | Eric Larsson                   |
| 3  | Danimarca (bandiera) | D     | Jonas Knudsen                  |
| 4  | Svezia (bandiera)    | D     | Behrang Safari (vice capitano) |
| 5  | Danimarca (bandiera) | C     | Søren Rieks                    |
| 6  | Svezia (bandiera)    | C     | Oscar Lewicki                  |
| 7  | Svezia (bandiera)    | A     | Isaac Kiese Thelin             |
| 8  | Islanda (bandiera)   | C     | Arnór Ingvi Traustason         |
| 9  | Svezia (bandiera)    | A     | Guillermo Molins               |
| 10 | Danimarca (bandiera) | C     | Anders Christiansen (capitano) |
| 11 | Svezia (bandiera)    | A     | Ola Toivonen                   |
| 14 | Svezia (bandiera)    | D     | Felix Beijmo                   |
| 15 | Svezia (bandiera)    | D     | Anel Ahmedhodžić               |
| 17 | Svezia (bandiera)    | D     | Rasmus Bengtsson               |

| N. |                      | Ruolo | Calciatore       |
| -- | -------------------- | ----- | ---------------- |
| 19 | Svezia (bandiera)    | C     | Erdal Rakip      |
| 20 | Nigeria (bandiera)   | C     | Bonke Innocent   |
| 21 | Comore (bandiera)    | C     | Fouad Bachirou   |
| 22 | Svezia (bandiera)    | C     | Adi Nalić        |
| 23 | Svezia (bandiera)    | A     | Marcus Antonsson |
| 24 | Danimarca (bandiera) | D     | Lasse Nielsen    |
| 27 | Svezia (bandiera)    | P     | Johan Dahlin     |
| 30 | Svezia (bandiera)    | P     | Marko Johansson  |
| 31 | Svezia (bandiera)    | D     | Franz Brorsson   |
| 32 | Norvegia (bandiera)  | C     | Jo Inge Berget   |
| 34 | Svezia (bandiera)    | C     | Pavle Vagić      |
| 37 | Svezia (bandiera)    | A     | Tim Prica        |
| 39 | Svezia (bandiera)    | A     | Amin Sarr        |

## Risultati

### Allsvenskan

#### Girone di andata
| Arbitro: | Kristoffer Karlsson |

|                                     |           |  |
| Christiansen 51’ Christiansen 90+2’ | Marcatori |  |

| Arbitro: | Andreas Ekberg |

|              |           |            |
| Toivio 90+2’ | Marcatori | 23’ Molins |

| Arbitro: | Adam Ladebäck |

|                           |           |                         |
| Rieks 7’ Kiese Thelin 83’ | Marcatori | 9’ Johansson 75’ Norlin |

| Arbitro: | Mohammed Al-Hakim |

|                           |           |                                          |
| Larsson 45+1’ Hussein 58’ | Marcatori | 70’ Kiese Thelin 90’ (rig.) Kiese Thelin |

| Arbitro: | Glenn Nyberg |

|                  |           |  |
| Christiansen 43’ | Marcatori |  |

| Arbitro: | Kristoffer Karlsson |

|             |           |  |
| Holst 45+1’ | Marcatori |  |

| Arbitro: | Bojan Pandžić |

|           |           |              |
| Rieks 36’ | Marcatori | 88’ Almqvist |

| Arbitro: | Granit Maqedonci |

|              |           |                               |
| Fritzson 71’ | Marcatori | 32’ Toivonen 57’ Christiansen |

| Arbitro: | Mohammed Al-Hakim |

|                                   |           |                |
| Kiese Thelin 63’ Kiese Thelin 89’ | Marcatori | 36’ (rig.) Elm |

| Arbitro: | Andreas Ekberg |

|                                           |           |  |
| Berget 28’ Kiese Thelin 36’ Antonsson 46’ | Marcatori |  |

| Arbitro: | Kristoffer Karlsson |

|                              |           |                                                                           |
| Saeid 18’ (rig.) Vecchia 56’ | Marcatori | 51’ (aut.) Andersson 65’ Toivonen 85’ Kiese Thelin 90’ Berget 90+4’ Rieks |

| Arbitro: | Mohammed Al-Hakim |

|  |           |                                            |
|  | Marcatori | 5’ (rig.) Christiansen 18’ Sarr 83’ Berget |

| Arbitro: | Andreas Ekberg |

|                                                                   |           |                         |
| Berget 25’ (rig.) Brorsson 45’ Ahmedhodžić 62’ Kiese Thelin 90+4’ | Marcatori | 36’ (rig.) van den Hurk |

| Arbitro: | Fredrik Klitte |

|  |           |            |
|  | Marcatori | 10’ Berget |

| Arbitro: | Victor Wolf |

|                     |           |             |
| Rakip 43’ Nalić 71’ | Marcatori | 27’ Larsson |

#### Girone di ritorno
| Arbitro: | Adam Ladebäck |

|                      |           |                            |
| Moro 24’ Sabovic 66’ | Marcatori | 54’ Rieks 72’ Christiansen |

| Arbitro: | Bojan Pandžić |

|                            |           |             |
| Rieks 40’ Kiese Thelin 51’ | Marcatori | 87’ Englund |

| Arbitro: | Glenn Nyberg |

|                 |           |           |
| Christiansen 1’ | Marcatori | 45+4’ Alm |

| Arbitro: | Victor Wolf |

|                                       |           |                      |
| Seger 9’ Besara 23’ Besara 48’ (rig.) | Marcatori | 14’ Berget 90’ Nalić |

| Malmö 13 settembre 2020, ore 17:30 20ª giornata | Malmö FF            | 0 – 0 referto | AIK | Eleda Stadion (0 spett.)\| Arbitro: \| Kristoffer Karlsson \| |
| Arbitro:                                        | Kristoffer Karlsson |               |     |                                                               |

| Arbitro: | Andreas Ekberg |

|              |           |              |
| Fransson 90’ | Marcatori | 50’ Brorsson |

| Arbitro: | Mohammed Al-Hakim |

|                                               |           |  |
| Toivonen 6’ Kiese Thelin 16’ Kiese Thelin 51’ | Marcatori |  |

| Arbitro: | Bojan Pandžić |

|  |           |                                                             |
|  | Marcatori | 6’ Traustason 41’ Christiansen 61’ Toivonen 74’ Ahmedhodžić |

| Arbitro: | Glenn Nyberg |

|                                        |           |                           |
| Ulvestad 81’ Holmberg 82’ Holmberg 89’ | Marcatori | 18’ Toivonen 62’ Toivonen |

| Arbitro: | Victor Wolf |

|                                                        |           |               |
| Christiansen 3’ (rig.) Toivonen 35’ Calisir 64’ (aut.) | Marcatori | 23’ Wernbloom |

| Arbitro: | Glenn Nyberg |

|  |           |                  |
|  | Marcatori | 15’ Kiese Thelin |

| Arbitro: | Victor Wolf |

|                                                          |           |  |
| Kiese Thelin 3’ Christiansen 8’ Toivonen 15’ Larsson 76’ | Marcatori |  |

| Arbitro: | Andreas Ekberg |

|                               |           |                                    |
| Jóhannsson 35’ Kačaniklić 79’ | Marcatori | 13’ (aut.) Fenger 45’ Christiansen |

| Arbitro: | Granit Maqedonci |

|                                |           |                           |
| Ayer 25’ Barny 52’ Selmani 80’ | Marcatori | 64’ Nielsen 90+3’ Larsson |

| Arbitro: | Adam Ladebäck |

|                                                                     |           |  |
| Christiansen 6’ Kiese Thelin 8’ Christiansen 29’ (rig.) Larsson 34’ | Marcatori |  |

### Svenska Cupen 2019-2020

#### Gruppo 2
| Arbitro: | Adam Ladebäck |

|                                                                                               |           |  |
| Antonsson 6’ Larsson 21’ Traustason 22’ Antonsson 47’ Nalić 50’ Gall 67’ Vagić 67’ Molins 88’ | Marcatori |  |

| Arbitro: | Fredrik Klitte |

|               |           |                        |
| Petersson 26’ | Marcatori | 54’ Molins 79’ Knudsen |

| Arbitro: | Kristoffer Karlsson |

|                                          |           |  |
| Christiansen 16’ Nielsen 82’ Larsson 89’ | Marcatori |  |

#### Fase finale
| Arbitro: | Kristoffer Karlsson |

|                                                              |           |            |
| Christiansen 39’ Christiansen 66’ Rieks 74’ Christiansen 88’ | Marcatori | 7’ Abraham |

| Arbitro: | Kristoffer Karlsson |

|                             |                      |                                            |
| Batanero Ogbu Löfquist Moro | Tiri di rigore 2 – 4 | Berget Ahmedhodžić Bachirou Molins Knudsen |

| Arbitro: | Glenn Nyberg |

|                                   |           |              |
| Karlsson Lagemyr 86’ Farnerud 94’ | Marcatori | 40’ Toivonen |

### Svenska Cupen 2020-2021
| Malmö 25 novembre 2020, ore 19:00 Secondo turno | Lunds BK | – Posticipata al 2 dicembre | Malmö FF | Eleda Stadion |

| Malmö 2 dicembre 2020, ore 19:00 Secondo turno | Lunds BK | 0 – 3 A tavolino | Malmö FF | Eleda Stadion |

### UEFA Europa League 2019-2020
Le partite dei turni precedenti, disputate nell'anno solare 2019, sono riportate all'interno della voce Malmö Fotbollförening 2019.

#### Fase a eliminazione diretta
| Arbitro: | Gediminas Mažeika |

|                                     |           |                         |
| Brekalo 49’ Kiese Thelin 62’ (aut.) | Marcatori | 47’ (rig.) Kiese Thelin |

| Arbitro: | William Collum |

|  |           |                                        |
|  | Marcatori | 42’ Brekalo 65’ Gerhardt 69’ J. Victor |

### UEFA Europa League 2020-2021

#### Turni preliminari
| Arbitro: | Urs Schnyder |

|                     |           |  |
| Berget 1’ Rieks 44’ | Marcatori |  |

| Arbitro: | Anastasios Papapetrou |

|  |           |                             |
|  | Marcatori | 43’ Toivonen 86’ Traustason |

| Arbitro: | François Letexier |

|                                                                  |           |  |
| Kiese Thelin 5’ Kiese Thelin 17’ Nalić 31’ Larsson 52’ Rieks 72’ | Marcatori |  |

| Arbitro: | István Kovács |

|            |           |                                    |
| Berget 45’ | Marcatori | 30’ Machís 58’ Puertas 85’ Herrera |